# Valltjärnen (Ramsjö socken, Hälsingland, 690555-150259)
Valltjärnen är en sjö i Ljusdals kommun i Hälsingland och ingår i Ljungans huvudavrinningsområde.